# Новосавицька
Новосави́цька (рос. Новосавицкая; рум. Novosavițcaia) — залізничне селище в Слободзейському районі, Молдова (де-юре — тимчасово окупована територія у  Придністров'ї). Входить до складу Фрунзенської сільської ради.
У селищі діє пункт контролю на державному кордоні з Україною Новосавицька — Кучурган.

## Особистість
Уродженець села:
- Ткаченко Павло Дмитрович (1901—1926), справжнє ім'я — Антипов Яків Якович — діяч підпільного робітничого руху на території Бессарабії у складі Румунії.